# Kalitengah (Purwanegara)
Kalitengah is een bestuurslaag in het regentschap Banjarnegara van de provincie Midden-Java, Indonesië. Kalitengah telt 3605 inwoners (volkstelling 2010).